# Mastani
Mastani (29 agosto 1699 – 28 aprile 1740) figlia di Chhatrasal e Ruhani Bai Begum, è stata la seconda moglie del Peshwa (Primo ministro) dell'Impero Maratha Baji Rao I.
Il suo rapporto con la famiglia Maratha Brahmin è stato oggetto sia di ammirazione che controversie ed è stato adattato in vari libri e film indiani.

## Biografia

### Infanzia
Mastani nacque da Chhatrasal e la sua concubina persiana Ruhaani Begum. Suo padre fu il fondatore dello stato di Panna.
Sia lei che il padre erano seguaci del Sampradāya Pranami, una setta Hindu basata sul movimento Bhakti dello Sri Lanka, ma dato che sua madre era sciita, era anche una credente Islamica.

### Matrimonio con Bajirao I
Nel 1728, il nababbo Muhammad Khan Bangash invase il regno di Chhatrasal, lo sconfisse e assediò la sua capitale. Chhatrasal scrisse segretamente a Bajirao chiedendo il suo aiuto. Ma essendo impegnato in una campagna militare in Malwa, Bajirao non rispose sino al 1729, quando marciò verso Bundelkhand. Infine Bajirao sconfisse Bangash dopo aver raggiunto Jaitpur, che si trovava vicino Kulpahar, attualmente situata nel Uttar Pradesh.
Per ringraziarlo, Chhatrasal diede sua figlia Mastani in sposa a Baijiro, insieme al dominio su Jhansi, Sagar e Kalpi, che ammontavano a un terzo del suo regno. Dopo il suo matrimonio con Mastani, Chhatrasal regalò a Baijirao 33 lakh di monete d'oro e una miniera d'oro. Al tempo, Baijiro era già sposato ed era monogamo sia per natura che per tradizione di famiglia. Nonostante ciò accettò per rispetto nei confronti di Chhatrasal.
Tornato a Pune, il matrimonio non fu ben accetto a causa della tradizione che incitava alla monogamia. Mastani visse per del tempo con Bajirao nel suo palazzo di Shaniwar Wada nella città di Pune. Mastani era tenuta nell'angolo nord-est del palazzo che aveva una propria porta verso d'ingresso chiamata Mastani Darwaza. Bajirao successivamente costruì un'abitazione indipendente per Mastani a Kothrud nel 1734, poco distante dal Shiniwar Wada. Il sito esiste ancora nel tempio Mrutyunjay sulla strada Karve. Il palazzo di Kothrud fu smantellato e alcuni suoi resti sono esposti nella sezione speciale del Museo Raja Dinkar Kelkar.

### Shamsher Bahadur
Mastani diede alla luce un figlio inizialmente chiamato Krishna Rao, a pochi mesi di distanza dalla nascita di un figlio di Kashibai, prima moglie di Bajirao. Il ragazzo è stato successivamente chiamato Shamsher Bahadur I.
Dopo le morti di Bajirao e Mastani avvenute entrambe nel 1740 con poco tempo di distanza, Kashibai si prese cura del seienne Shamsher Bahadur e lo crebbe come se fosse stato suo figlio. A Shamsher fu assegnata la porzione del regno di suo padre di Banda e Kalpi. Nel 1761, lui e i suoi soldati combatterono insieme ai Peshwa nella terza battaglia di Panipat tra i maratha e gli afgani. Fu ferito in quella battaglia e morì pochi giorni dopo a Deeg.

### Morte
Mastani morì nel 1740 per cause ignote poco dopo la morte di Bajirao’s. Secondo alcuni potrebbe averla fatta morire lo shock causato dalla morte del marito; ma molti credono che si sia suicidata bevendo un veleno. Mastani è stata seppellita nel villaggio di Pabal. La sua tomba è chiamata sia samadhi di Mastani che mazar di Mastani.

## Discendenti
Al figlio di Shamsher Bahadur Ali Bahadur I furono assegnate le province del Rajputana che erano arrivate dalla dote di Mastani: Jhansi, Sagar e Kalpi. Durante la ribellione indiana del 1857 suo figlio nababbo Ali Bahadur II  rispose a un rakhi (protezioni) da parte di Rani Laxmibai di Jhansi e combatté contro gli inglesi. Ali Bahadur  stabilì la sua autorità su gran parte del Bundelkhand e divenne il Nababbo di Banda. Il discendente di Shamsher Bahadur continuò la sua alleanza con baihi bai combattendo gli inglesi nella guerra Anglo-Maratha del 1803. I suoi discendenti erano conosciuti come Nababbi di Banda, ma dopo la sconfitta di Ali Bahadur, gli inglesi abolirono lo stato di Banda.

## Nella cultura popolare

### Letteratura
- 1972 - Rau, il romanzo Marathi di Nagnath S.Inamdar contenente una storia d'amore romanzata tra Baji Rao I e Mastani.[17]

### Film
- 1955 - Mastana diretto da Dhirubhai Desai. Con gli attori Nigar Sultana, Manher Desai, Shahu Modak e Agha.[18]
- 2015 - Bajirao Mastani diretto da Sanjay Leela Bhansali, basato sul romanzo immaginario Rau. Deepika Padukone ha interpretato Mastani.

### Televisione
- 1990 - Rau, una serie TV basata sul romanzo immaginario Rau.
- 2015 - Shrimant Peshwa Bajirao, una serie TV Hindi presentata in anteprima e trasmessa su Sony TV India. Megha Chakraborty ha interpretato il ruolo di Mastani.[19]
- 2017 - Peshwa Bajirao, una serie TV Hindi presentata in anteprima e trasmessa su Sony TV India. Megha Chakraborty ha interpretato il ruolo di Mastani.